# 群青のマグメル
『群青のマグメル』（ぐんじょうのマグメル）は、中国の漫画家第年秒による漫画。中国語での原題は『拾又之国（シーヨウヂーグゥォ）』。
中国の漫画雑誌『漫画行（マン・ファ・ハンシンハンホン）』（隔週刊誌）とそのリニューアルにより創刊した漫画雑誌『翻漫画（ファン・マン・ファ）』、条漫配信サイト『快看漫画（クァィカンマンファ）』、および日本の集英社のウェブコミック配信サイト『少年ジャンプ+』にて連載。2019年9月から2020年現在まで休載中。

## 概要
現実世界に突如出現した未知の新大陸で探険家達の救助を生業とする主人公のヨウと、その仲間たちの活躍を描く探検ファンタジー漫画。
『週刊少年ジャンプ』の『ONE PIECE』『トリコ』『HUNTER×HUNTER』をはじめとする探検・冒険漫画への作者の憧れを実現する形で連載が開始。その熱意は冨樫義博と島袋光年からも単行本の帯コメントと言う形で公認されている。冒険漫画については、作者の初連載の打ち合わせの時点で本命として企画を提出していたものの、編集部に採用されたのは2009年に連載を開始することになる武侠漫画の『長安督武司』の企画であった。それからも、冒険漫画を手がける構想を持ち続けていることを2010年のインタビューにおいて語っていた。日本語版の単行本第1巻でも「『群青のマグメル』は以前から構想を温めていた物語の一つです」としている。作者がマグメルの設定を考える上で影響を受けたのは『HUNTER×HUNTER』の暗黒大陸ではなく、『トリコ』のグルメ界だという。
2018年4月29日にTVアニメ化が発表された。

## 連載の継続
中国大陸における漫画執筆環境を整えることの困難さを理由に一度目の休載に入り、途中日本側との打ち合わせの重要性が再確認されたことにより中断が長引いたが、その時は連載が再開された。一度目の休載期間は中国では2016年3月25日から2017年4月25日まで、日本では2016年6月24日から2017年4月25日まで。
2019年に第92話で第一部（中文版の原本では第二部）が終了し、再び休載に入っている。中国では『快看漫画』にて最終章である第三部が予定されているとアナウンスされた。
日本の『少年ジャンプ＋』では第35話と第36話が1週間のみの間隔で更新されその後も隔週更新が続いたため長い間世界最速の発表媒体となっていた。中国国内においては条漫配信サイト『快看漫画』が最速の発表媒体である。
連載当初は作者である第年秒が中国の漫画制作公司である夏天島工作室（SUMMER ZOO）に所属していたため、「協力／SUMMER ZOO」とのクレジットが入っていた。しかし、2016年12月に以前より夏天島工作室から脱退していたことを告白する。同月には、契約上のトラブルの被害を受け続け改善が見られないことにより契約更新を辞退したという事実を、有名漫画家の夏達が公表していた。夏達の告発した内容は不透明な会計や報酬、雇用条件の食い違い、現在の連載への妨害行為など多岐にわたる。夏達に続き、脱退の意向や既に脱退していることを公表した漫画家は2017年1月時点で32名に及ぶ。その中には第年秒や日本でもアニメが放送された『縁結びの妖狐ちゃん』（原題：狐妖小红娘）の小新など、夏天島工作室の主力を担っていた漫画家も含まれる。第年秒は夏天島工作室脱退とともに翻翻動漫の制作部に移籍していたことを明かす。夏天島工作室が有していた本作の出版権なども現在は翻翻動漫に移管されている。2017年12月に掲載された第52話を最後に「協力／SUMMER ZOO」のクレジットは削除された。
夏天島が本作の著作権の帰属を主張し、アニメ化を主導する翻翻動漫と杭州一翻風瞬文化創意有限公司に対してアニメ制作の中止や損害賠償を求める訴訟を起こしたため、第年秒（本名：胡伟）も第三人（参加人）として裁判に参加。2019年2月の第一審判決で著作者は胡伟のみと認められ、夏天島の訴えは退けられた。2019年3月13日、第年秒は微博にて第一審での翻翻動漫サイドの勝訴を公表する。夏天島は3月14日に第年秒への非難声明を微博へ投稿し、その中で控訴状が受理されたことを発表。裁判や声明における事実の歪曲を第年秒から指摘されるが、夏天島は第年秒の指摘を引用した上で公然と誹謗中傷を行う。2019年11月4日、夏天島は判決を経ずに協議にて著作権侵害紛争が解決したと声明を出す。具体的な協議内容は非公表だが、これ以後も本作の商品展開は夏天島の関与を受けずに行われている。
第年秒は2019年9月よりテンセントのウェブコミック配信サイト『騰訊動漫』にて「日月同错」を連載中。この連載は以前からの予定に基づいて行われたものである。「日月同错」は2020年3月より『少年ジャンプ＋』にて「屍者の13月」として連載中。

## あらすじ
部の区切りは中文版の原本に準拠。日本語版では原本の第一部から第二部までを第一部としている。

### 第一部（第1話 - 第32話）
舞台は地球。後に聖暦元年とされる年に太平洋上に突如として新大陸が出現。マグメルと名付けられた大陸には未知の資源や刺激、そして未知の危険が待ち受けていた。時に聖暦35年、マグメルで探険家たちの遭難が相次ぐ中、その救助を行う謎多き少年がいた。構造の能力という異能を操り、金褐色の瞳をした彼の名はインヨウ（因又）。赤褐色の髪の少女であるゼロを助手とし、拾人館を営む凄腕の拾人者である。ある日ヨウは極星社の社員エミリアから父親の救助を依頼される。依頼は無事に成功したものの、大企業極星社の背後に潜み強大な権力を持つ神明阿一族の陰謀に巻き込まれていくことになる。神明阿一族は重役であるルシスをはじめとして以前からヨウに対し並々ならぬ関心を抱いていた。日々依頼をこなしていく中、ヨウはマグメル原住者（エリン）の聖国真類で幼馴染のクーと再会し、死後も著名な探検家オーフィスの娘のトトとも知り合う。クーはマグメルと人界の双方にまたがる争いが起きようとしていることをヨウに告げた。マグメルの聖地聖心を人界から狙う神明阿、聖心をマグメルから狙い原皇ブレスを主導者と仰ぐフォウル国、聖心をマグメルで守護する聖国真類とが三つ巴になりつつあるというのだ。そして一連の陰謀の背景にはヨウのかつての師、拾因の影が見え隠れしていた。拾因は謎の黒い鍵を眺めながら過去への後悔を度々滲ませていた人物で、他人のはずのヨウと何故かよく似ており黒い瞳をしていた。
師との再会に望みを持つヨウだったが、神明阿アミルから拾因の死体がマグメルで発見されたことを告げられてしまう。ヨウはマグメル侵攻計画への勧誘を受けるもののこれを拒否し、拾因と交わした約束に従って「世界を救う」ことを決意する。

### 過去なる未来の決定[注 2]（第33話 - 第34話）[注 3]
いつかの、どこかの舞台の幕が開く。
黒い瞳をしヨウと呼ばれる青年拾人者は、黒髪の女性である助手のゼロとともに、オーフィスの隠した宝箱を探し出すため黒い鍵とヒントを元にマグメルを探検していた。異様な緊張感の高まりに気が付きつつも宝箱を発見し人界へ帰還すると、程なく人類とエリンの全面戦争が勃発する。ヨウは仲間のゼロ、オーフィス、トト、避難してきたエリンのティトールとともに戦争から逃れるためのあてのない船旅へと漕ぎ出した。人間の世界からも、知己である聖国真類の戦士の一人からも背を向けて。
そして幕は閉じ、再びの幕開けを待つ。

### 第二部（第35話 - 第92話）
神明阿の勧誘を拒絶してから7か月後、金褐色の瞳の少年拾人者のヨウは人界で構造鍛錬を続けていた。だが原皇ブレスことティトールの策略によりマグメルへおびき出されてしまう。自らの端末にしたトトを通じ、ティトールはヨウ（因又）と拾因が異常なほどに似ていることを指摘し、分析のためにヨウへ構造力の一部を提供するように要求。あの黒い鍵を拾因の遺体の傍で発見したという“お土産”として原皇から見せられたことでヨウは動揺するが、冷静に要求に従いトトを救出する。そしてトトからエリンだけでなく神明阿一族もマグメルでの戦争のために奇妙な動きを強めていることを知る。さしあたっての目的として神明阿一族の動向を探ることを決め、トトからは神明阿傘下の探検隊へ潜入できる場所と日時を、帰郷していたクーからは神明阿が悪用を目論む完全構造力という存在の情報を得る。期日までの猶予でゼロと共に世界を見て回つつ、以前に拾因から聞かされた聖心が暴かれれば世界が滅びうるという秘密を打ち明け、「世界を救う」ことと神明阿に敵対することへの決意を新たにした。
ヨウは神明阿に招集された探検家のひしめく島の地下施設に侵入。神明阿の秘儀である十重合構を目撃する。秘儀の妨害を試みるものの、つくり出された擬神構造に対して手の打ちようがないことと、神明阿アミルの強力な攻撃を受けたことにより撤退を余儀なくされる。ゼロと合流して懸命に逃亡するが、神明阿一族の上祖の1人である神明阿アススに捕捉されて戦闘に突入。ヨウは身につけつつある巨大化の幻想構造も活用して食い下がるものの、隙を突いたアススの攻撃からヨウをかばってゼロが死亡する。ゼロの死を目の当たりにし自身も死の危機に直面する中、黒髪のゼロをはじめとした記憶にない謎のイメージが突如としてヨウの脳裏で再生された。戸惑いつつもそれが「他人の記憶」であることを理解し、拾因の語る「世界を救う」ことの本当の意味を知る。さらに元は他人の幻想構造であった巨大化の能力も構造を持つ形で会得。激闘の末、トトを端末にして乱入した原皇ティトールの助太刀もあって、アススの殺害を果たした。ヨウはゼロの蘇生を試み、一度は表面上のみの修復に留まるものの、ゼロを救える人が一人存在することに気が付く。
神明阿一族の野望を阻止しゼロの蘇生を果たすため、ヨウは聖心を目指すことを決断する。トトや端末化の能力によりゼロの肉体を保持できる原皇ティトールとともに真のマグメルである超空間移動プレートの内側に到着。クーたち聖国真類と合流し、人界の神明阿一族に対抗するためフォウル国との同盟を持ちかける。一方、ティトールの本体は神明阿ウェイドら第4堅龍要塞との戦闘に突入していた。

## 登場人物
声はテレビアニメ版の声優。

### 拾人館（ドリフト）
ヨウが営む拾人者の詰所。業界唯一の完全民間での救助会社にして、救助成功率は他を大きく引き離してのNo.1。廃ビルの地下を改造して事務所兼住居兼訓練室として利用している。ヨウとゼロ、一時的に加わっていたクー以外の構成員は確認されていない。
因又（イン ヨウ）
声 - 河西健吾
本作の主人公。少年ながらも救助成功率No.1を誇る拾人者で拾人館を営んでいる。マグメルから生まれついて授かった構造力という特殊能力と非常に高い身体能力を持つ。勘が鋭く機転が利き、正面突破が不可能な局面でもうまく切り抜けている。優れた決断力も持ち、必要とあらば非情に徹することができる。
基本的に飄々としていてミステリアス。ドライな生死観を持ち一見いい加減な性格のようでもあるが、家族というものへの思い入れは強く救助の仕事に対してのプロ意識も高い。生い立ちと武器兵器類を現実構造するための費用のこともあって金には非常にがめついが、遭難者救助以外の方法でマグメルから利益を得ようとはしない。また親友に認定しているクーの前では少年らしい面も見せる。
拾人者という救助の仕事を自身の天職と考えている。マグメルに関わる人間ながらも未知への好奇心が薄いことを自覚しており、探検家・冒険者よりもそれを助ける側に回りたいという。探検家の負の面を知るが正の面も重視しており、彼らは情熱に乏しい自分にとって眩しく活気をくれる存在だとする。
幼いころに浮浪児であったところを拾因に拾われ、そのまま弟子入りした。拾因の旅に同行し、マグメルでのサバイバル技術や構造力の扱い方を身につけた。ただ、暗記が苦手な上にもっぱら実践で学んだせいか用語的な知識には乏しい部分がある。離別後も長らく行方不明の拾因を実の家族のように慕い続け、帽子をはじめとして拾因の物に似た装備をしている。扉絵などでもヨウと思われる少年が「拾」と同じ意味の「10」という数字の入った私服をよく着ている。
目つきなどの容姿や雰囲気が拾因ととても似ているが、金色に近い明るい茶色の瞳を持つ。また構造力の質も拾因と非常に近い。黒い瞳をしたヨウ（拾因）、マグメル深部の少年（仮称）という、ヨウとよく似た人間がなぜか2人も存在する。
現実構造で相性の良い物質はおそらく金属。構造に刻まれる紋章は「又」。まだ未完成だが幻想構造の効果を込めた現実構造を作り出すことができる。
神明阿アススとの戦闘の中でゼロの死に直面し、他の誰かの記憶と幻想構造に目覚める。だが現在は心身ともに深手を負っており、満足に構造を行うことができない。
葬送鋼刃（ブラックラック）
ヨウの愛用の現実構造。名工による名刀が原型となっており、原型以上の構造完成度を持っている。
遍く右手（クラックライト）／遍く左手（クラックレフト）
人間の掌サイズの現実構造の籠手を、後に「神の見えざる手」として会得する幻想構造の効果で巨大化したもの。会得が不十分なうちは一度幻想を解除すると込め直すことはできず、再巨大化のためには一から再構造する必要があった。
思念で高度な操作が可能で、25トンを大幅に超えるロケットパンチを繰り出すことができる。
神の見えざる手（クラックローヴ）
近傍の物体の巨大化と任意での解除ができる幻想構造の篭手。
巨大化の上限は40倍。巨大化の対象にできる物体の質量は術者の115％まで。術者から離しても巨大化を維持できる物体は3つまで。巨大化の規模や対象数が増すほどに構成力の消耗も増す。
巨大化の上限は小規模なものの、名前や性質などの他の点は黒い瞳のヨウの幻想構想である「神の見えざる手」と一致する。黒い瞳のヨウと思しい「他人の記憶」のビジョンが脳裏で再生されたことで、このヨウは「神の見えざる手」を構造を持つ形で会得した。

ゼロ
声 - M・A・O
拾人館でヨウの助手を務める少女。第二部時点では11歳。探査機の幻想構造と豊富な知識で拾人館からヨウのサポートをする。ヨウと比べて戦闘能力に劣りマグメル現地へ赴くことは少ないが、それでも常人以上の身体能力を持つ。また、普段はずぼらなヨウの日常生活の世話も焼いている。
ご主人と呼んで敬愛しているヨウ以外の人間には辛辣。特にヨウに近づく女性に対して厳しく、主に胸のサイズのことで毒舌を浴びせる。
見た目に似合わず大変に大食いでほとんど常にお菓子などを食べている。
孤児院で構造者の素質を見出されたことにより、かつては神明阿一族への献上品として研究施設で虐待的な訓練を受けていた。6歳の時に拾因の依頼を受けたヨウによって救助され、以降ヨウと生活を共にする。
神明阿一族の全貌を探るさなか神明阿アススに殺害される。現在は原皇ティトールの端末化の能力により肉体を維持しつつ、ヨウによって蘇生の方法が探られている。
髪色は赤褐色で、瞳の色は緑がかった青。
三歩後ろの子供達（ファミリアナンバーズ）
現実には存在し得ない完璧な探査機の幻想構造。200km以上の遠隔操作ができ、他人の構造を解析してその能力を完全に把握することすら可能。探査機本体かつ触れている者に探査感覚を共有できる1号、巨大モニターの2号、コントローラーの3号、自分用の通信ヘッドセットの4号、他人用の通信イヤホンの5号、ラストナンバーで切り札である中型人型ロボの6号から構成される。いずれも猫耳状の突起が付いている。
6号の砲身は徹甲砲や粒子光束などの22種類の砲弾を放つことができる。だが砲弾の種類はランダムで、発射の瞬間まではゼロにもその種類を把握することは出来ない。

クー・ヤガ・クラン
マグメルの原住者である聖国真類の若者。飛び抜けた構造力と人類とは比較にならない身体能力を併せ持つ幻想構造者。優れた戦闘力を持ちその名もよく知られているが、若干感情的になりやすいところがある。
ダーナの繭の種が人界に転移したのを追い、マグメル深部からやって来る。当初はヨウたちの敵かと思われたが、実はヨウの幼馴染で喧嘩仲間。ヨウに約束を捨て置かれていたこともあって殺意と取れるほどの闘志を燃やしていたが、一戦交えた後には態度を和らげた。神明阿一族の動向を探るためにしばし人界に留まり拾人館の一員として生活していた。
敵には容赦なく身内には情が深いという戦士らしい性格。傲岸不遜にふるまい、文字通りの意味も含めて相手より高い位置に立とうとする。高等種族として人類ら他種族とは一線を引いているつもりだが、自覚に反して見どころを感じた相手や文化に対しては手厚く接することが多い。特に人類の娯楽を含む文化（コンピュータゲーム、漫画、ドラマなど）にはめざましい習熟を見せた。
幼い頃致死の病にかかり、里に1茎しか無い治療の薬草を、同じくその病に冒されていたラーストの孫に独占されてしまった。しかし里に侵入した拾因が置いて行った挨拶の品の中にその薬草があり、一命を取り留める。それ以来自分で運命を掴むために力を手に入れると誓っている。力で自分や身内を救えばかつての自分のように救われない他者が生まれる矛盾に気が付きつつも、研鑽を積み重ねて強者会入りを目指す。
喰い現貯める者（クラウド・ボルグ）
装甲と鬼のような面をつけた黒い人型の幻想構造で、人型の構造を仲介として他者の現実構造を奪い取って蓄え、自在に出現させる能力。現実構造そのものだけでなく構造の起こした爆風や熱などの現象も吸収する。完成度が高いほど構造の吸収には時間がかかる、人型の構造が破壊されると仲介して出現させた構造も消える、などの弱点がある。なお衣服などの単純な構造ならば人型の構造の仲介は不要。
本体であるクーから離れても視聴覚の共有や声の伝達、複雑な操作などが行え、ある程度は喰い現貯める者が独立して戦闘することも可能。
喰い現貯める者とそれを通じて出現した構造に刻まれる紋章は「×」。

### ヨウの関係者
拾因（シュウ イン）
声 - 森川智之
ヨウの師匠で謎の多い人物。長い間消息不明で主にヨウの回想の中で登場していたが死体が発見された。「世界の敵」と呼ばれるほどの実力を持つ構造者。元拾人者だがヨウと出会う前に廃業しており、度々過去を悔やむ様子を見せていた。謎の黒い鍵を見つめながら自分の愚かさのせいで家族を守れなかったと語り、賢い人間になるようにヨウを諭す。またヨウと「世界を救う」ように約束をして必ず覚えておくように念を押した。
幾度と無く聖心への進入やダーナの繭の種への接触を図っていたが目的は不明。その度に聖国真類最強の戦士達に囲まれてもたやすく逃げ延びた。人界とマグメルにまたがる陰謀に何らかの関与をしていた形跡がある。
目つきなどの容姿や雰囲気がヨウととても似ているが、黒い瞳を持つ。また構造力の質もほぼ同じで、通常は他人に引き継がせることが不可能なはずの完全構造力をヨウに引き継がせることができた。
幻想構造の力を使用していたが、幻想構造と現実構造の完全な形での両立を研究していたため、現実構造の力も持つ可能性が高い。
因果限界
空間移動を可能とする幻想構造で、巨大な因という文字が離れた場所同士をつなぐ門となる。希少かつ大半は可視範囲内の移動しかできない転送の能力だが、大陸間移動すら実現する驚異的な性能を持つ。

エミリア・チェスター
声 - 山村響
極星社の兵器開発部に勤務している女性。身体的にも構造力的にもごく普通の人間だが、芯が強く生命の危機が迫っている時でも気丈に振る舞える。
父の救助依頼をきっかけにヨウと関わりを持つようになる。ダーナの繭内部に取り残された際は、先の依頼と逆に父親から救助依頼が出されてヨウによって助けられた。神明阿一族の暗躍など全く知らない一般人だったが、これらの事件によりマグメルの出現には隠蔽された事情があることに気付き、マグメル新生という真実を知る。
ヨウのことを信頼しており、好意を抱いている。
第2部での登場はごくわずか。ヨウへの兵器提供などで時折言及される程度で、事件に巻き込まれずに人界で生活している。
トト・ビックトー
おそらく20歳手前の若い女性探検家。オーフィス・ビックトーという第一部時点の2年前に病死した有名な冒険家の娘で、莫大な資産とマグメルに財宝を隠し新たな冒険を作るという夢を受け継ぐ。構造の能力を持たず身体能力にも特筆すべき点はないが、父の遺した人脈により情報収集にはやや長ける。父の遺影と父がマグメルに隠した宝箱の鍵をロケットペンダントに入れて身に着けている。
ミスリルリキッドの採掘に成功したことでヨウたちと知り合ったつもりだったが、実は以前にも父とともにヨウ・拾因と遭遇していた。その際には見知らぬはずの拾因から昔親しい友人だったとなぜか言及された。
自身の探検でなく他の探検家たちのロマンを支えることを第一としている点で、ヨウとは共感し合う部分がある。
ヨウとゼロが神明阿の探険隊への潜入を図った際に、自身も別行動での潜入を試みる。その際に神明阿アススと知り合い、名を覚えておくように言われた。その後発生したフォウル国と神明阿の戦闘に巻き込まれて原皇ティトールの端末にされ、アススへの攻撃に利用される。アススにとどめの一撃を加えた後はティトールなりの計らいにより端末化を解除されて自我を取り戻し、アススの名を呼んで最後を看取った。
ティトールに利用される形でヨウたちとともにマグメル最深部へ向かうように。
原皇ブレス・ティトール
マグメルの部族連合フォウル国の女性指導者。末広がりのツリ目が特徴。髪色は薄く白抜きで表現される。
拾因を知っており、端末を通じて接触した際にヨウが拾因の後継者であることに気が付いて関心を持つ。トト・ビックトーを端末にしてヨウと交渉させ、ヨウの構造力の一部を入手して分析した。ヨウたちに対しては非常にオープンに接するが、特に自国民に対して指導者らしい威厳を見せることもある。現在最強の生物とされる。
聖心を狙っているため、聖国真類からは宿敵の一人に数えられ、神明阿一族とも対立している。マグメルへ侵攻する神明阿一族に対抗するためヨウに共闘を持ちかける。聖国真類とも同盟を交渉するが、真の狙いは二勢力に潰し合いをさせ自分のみが勝ち残ることにある。
最年長のエリンの1人であり、200歳台150年前の先代原皇の時代、小娘だった頃に神明阿ウェイドと知り合っており、浅からぬ因縁を持つ。当時は先代の下でフォウル国の幹部として働いていた。
先代原皇に滅ぼされた前世類の唯一の生き残り。
二十一の妖皇（ホロウミナル）
21の仮面の幻想構造。仮面状の構造物を頭部に宿らされた生物は六芒星（上向きの三角形が小さめ）の紋章が浮かびティトールの端末となる。構造力を消費して複数の端末を同時に操作する。精度と威力は落ちるが端末の構造能力を使用でき、更にはその記憶を覗くことも可能。端末化したトトを自身の構造力で強化するなど、端末を通じても自身の構造力を使用できる。トトに使用させた解析の幻想構造は後に別のエリンを構造者とした状態で再登場しており、端末同士でも構造能力を融通させられる。端末化には対象を十分に知る必要があり、面識が薄く心身ともに強い相手には使用できない。端末化の解除はティトールの任意。
150年前は仮面の数は7つだった。

マグメル深部の少年（仮称）
遥かのマグメル深部において、ヨウがアススの戦闘中に「他の誰か」を理解するのと同時刻に、自分自身を理解されていくような感覚を味わった少年。
顔立ちは描写されていないがヨウとよく似た外見をしており、「第10.5話のゼロ」からご主人と呼ばれていた少年と全く同じ服装。服には「拾」と同じ意味の「10」という数字が入っている。
小ぶりで丸みを帯びた形状だが幻想構造の因果限界を使用できる。
マグメル深部の少女（仮称）
遥かのマグメル深部の少年に同行している少女。
顔立ちは描写されていないがゼロとよく似た外見をしており、「第10.5話のゼロ」と全く同じ服装。「第10.5話のゼロ」はリア号乗船時に「ご主人」から古い友人に託された物だという謎の黒い鍵をプレゼントされている。

### 神明阿一族
人界で強大な権力を持ち、世界の支配者・統治者と呼ばれる一族。存在を秘匿されており一般には知られていない。極星社のCEOなどは使い走り同然に扱え、連合国の決定も秘密裏に操作している。
マグメル新生以前はマグメルの富を独占的に享受できた唯一の人類であり、隠蔽が不可能になった現在もマグメル開発を裏で主導している。マグメルの全ての要塞都市などにも指令を出すことのできる立場。マグメル最深部の聖心への侵攻を目論んでいる。
目が十字に組み合わさった斑紋を身体に持つことが一族の直系の証であり、その図柄は一族のシンボルとしても用いられる。この斑紋は一族の血の目覚めとともに後天的に浮かび上がる場合がある。
所属する者は構造力の才能に秀でており、人知を超えた力を持つエリンとも互角以上に渡り合う。それに比例して常人とは精神の構造が異なる者が多く、他者の命を平然と切り捨てる冷酷な人物、血筋を発現させ構造力に目覚めた相手以外に対して愛情を持つことが出来ない人物などがいる。
神名阿アミル
神明阿一族で高い地位についている若い男。黒髪ですっきりした顔立ちをし、小さな瞳孔と二重同心円のような模様の虹彩を持つ瞳が特徴的。周囲から若様などと呼ばれる。
マグメル深部への侵攻計画を指揮しており、能力の高い構造者を勧誘している。ヨウに一族の仲間に加わるように勧めるが拒絶された。
ルシスの価値観に自分とは相容れないものを感じ時に諌めつつも、基本的には親しい相手であるらしく、共に行動することが多い。
クーに一瞥で敗北を予感させる、察知されぬままにたやすくヨウの片脚を切断する、などの頭抜けた戦闘力の持ち主。
ルシス
眼鏡、スーツ、中折れ帽、手袋といかにも西洋の紳士然とした優男。神明阿アミルの傍らで、連絡・勧誘をはじめとした種々の実務を担う。千年に一度の実力者である神明阿アススに匹敵する力量を持つ構造者。
マグメルの禁制品を扱う裏の巨大商船リア号の責任者であり、リア号を訪れた拾人館の人間と神明阿一族関係者としては初めて直接的に接触した。また一徒たちを一族の要塞であるマナナンバスティオンに案内し、構造力の訓練の監督も行った。
穏やかな物腰で一見剽軽な性格のようでもあるが、他の生命に共感の伴わない興味を示して手中で弄ぶ節があるなどの特異な価値観を持つ。命さえ含めた全てを構造するのは構造者の究極の夢だと語った際に、アミルからそれは夢でなく欲望だと釘を刺されることもあった。ただ、特別の関係を持つらしい神明阿一族の歴代当主たちには身内らしい思いやりを見せる。特にアススの死亡が感知された際には涙を流した。
構造の紋章は半円と翼状の突起のついた半円弧の組み合わせ。
神明阿アスス
神明阿一族の上祖であり第209代目当主である老人。600年程前に全てのエリン相手に1人で渡り合った最強の構造者とされる。500年程前の130歳の時に完全構造力を利用して作成されたコールドスリープ装置に入った。その後順次コールドスリープに入っていた歴代当主たちとともに現代において覚醒する。
長い白髪と髭を持ち、いかにも仙人あるいは魔術師めいた印象。服装などは東洋的だが彫りの深い顔立ちをしている。若い時から髪と目の色は淡く、当時の服装は西洋的だった。
幼い頃から物語に感情移入することを好み、現代でも一見ユーモアの感じられる言動を取る。だが生身の他者とやり取りする感情を、自覚できる形では理解することが出来ない。若かりし頃に、普通の人間が持つべき感情への探究心から彼にとっても非の打ち所のなかった妻を殺害したが、それによる自身の心の変化さえも感じ取れなかったという。こうした自らの人間性の欠如を、力を得る際に神へ対価を支払った結果だと考え、血の繋がる者が繋がりを持ちうる対象の限界だとの認識を強めた。だが、500年に渡る眠りの中で繰り返し夢見続けていたのは、一時は顔さえ忘れたはずの妻の姿だった。
目覚めた後、歴代当主たちとともに十重構造によって擬神構造をつくり上げる。妨害を図ったヨウを追跡し、ゼロと合流したところを攻撃。激しい戦闘に入り、ゼロを殺害するが、自らもヨウと乱入してきた原皇によって殺害される。その際原皇が端末としていたトトは、以前に接触したことがあり妻の面影を感じ取った女性だった。永眠の際には妻の殺害を後悔できなかったことの後悔を自覚し、再び妻の魂と巡り合った、あるいはそのような夢を見た。
現実構造者で、構造の紋章は十字架。
リリ
神明阿アススの妻。600年程前に神明阿アススの手で殺害された。
少しずれたところはあるが、明るい性格。旅人のアススが村で揉め事を起こした際に庇い、村の外への興味から接触を持つようになった。当初は外の「お話」を聞こうとしてもつれなくあしらわれるばかりだったものの、やがてふたりは結ばれることになる。少なくとも妻となった後にはアススが自他の感情の理解が難しい人間であることを把握していたようだが、それでも愛し続けた。自分の命よりもアススが大切だと言い、殺害される際もアススの後悔を案じていた。
神明阿ウェイド
神明阿一族の第218代目当主である老女。神明阿アススとともにコールドスリープから目覚める。アススの死の直後、他の当主が若返りの果実である再生死果を食べて細胞変異の睡眠に入る中、唯ひとり食べずに原皇ティトールを迎え撃った。ショートカットで凛々しい言動だが「美しく生き　美しく死ぬ」と語るなど、自他の美しさには関心が高い。
若い頃に気まぐれで一般人と結婚して外に家庭を持った。子や孫は構造能力を持たない凡人であり、家族には一族の事情を一切明かさなかった。神明阿一族に対する反乱組織の襲撃で家族全員が死亡。それでもさしたる後悔はなかったはずだが、自分に懐いていた孫が危機の中で神明阿一族の血に目覚めていたと知った途端、その孫への愛情や後悔などの激しい感情が溢れ出た。その時に不死や転生に思いを馳せ、やがて四宝真仙は最終形態である五宝真仙に成長する。
150年前の中年に差し掛かる頃に、当時は小娘だったティトールと知り合い、浅からぬ因縁を結ぶ。
五宝真仙
漢字一文字で示される5つの宝が象徴する能力質とその漢字が刻まれた構造体を持つ幻想構造。かつては四宝真仙であり能力は4つだった。無数に増え周囲を防御する盾の構造体の「盾」。エリンすら両断する剣状の構造力を無数に放ち、巨大な刃を持つ剣の柄ともなる柄の構造体の「剑」（剣の簡体字）。スピードを上昇させる靴の構造体の「靴」。対価を支払い封印の呪術を行使する呪符の「符」。新たに会得した能力であり、使用中対象者を不老不死とし全盛期の姿にする丸薬の「丹」。
「符」の能力は使用条件が厳しいため滅多に使われないが、発動すれば原皇の身体能力と構造力さえほとんど抑え込める。無警戒な相手に近づいて符を貼り付ける必要があるだけでなく、対象の近くに敵ではない死者が居なくてはならない。またその死者の実力に比例して効力が上がっていく。
「丹」の能力は細胞がわずかでも生きていれば蘇生可能なほどに強力だが、構造力の消費量も他の4つの能力の同時使用を上回るほどに激しい。これらの能力を使用しすぎると一定時間構造力が消失し凡人同然となってしまう。

神明阿一族の当主たち（仮称）
神明阿一族の第210〜217代目当主の老人たち。神明阿アススとともにコールドスリープから目覚める。寿命が残り1年となることを承知で若返りの果実である再生死果を食べ、細胞変異の負荷で睡眠に入る。
神明阿ヘクス
第210代目当主。細胞変異の睡眠から目覚めた。少年に近い年齢にまで若返る。現実構造者。自分の先代であるアススを先生として慕う。
神明阿アッシュ
第211代目当主。細胞変異の睡眠から目覚めた。豪快な言動。女遊びを好む。
神明阿ハーマ
第215代目当主。細胞変異の睡眠から目覚めた。いかめしい言動。

#### 探険部隊
マグメルの資源収集のために育成され続けた強力な探険部隊。全19部隊。第1から17までの部隊は隊員総数約2800名。強身薬で強化された隊員で構成される。50名からなる第18部隊（壱八獄中隊）と、19名からなる第19部隊（黒獄小隊）は、全員が経験豊富な構造者。黒獄小隊は神明阿最強の部隊であり、隊員一人一人の質も合構も他部隊とは一線を画する。また目玉に似た模様の意匠が施された装備を身につける者が多い。
マグメル深部の要塞には部隊員以外も含めて1000人弱の構造者が駐屯し、神明阿の血を引く強力な構造者もいるとされる。

##### 黒獄小隊
黒獄小隊隊長（仮称）
正体不明の人物。原皇ティトールからはルシスが正体ではないかと推測される。
カーフェ
黒獄小隊副隊長で幻想構造者。右唇に傷があり、神明阿一族の紋章型のペンダントなどのシンプルなアクセサリーを多く身に着けている。
丁寧な口調だが、皮肉の効いた言動で敵を挑発する。
触れられざる隣人（フラスコネスト）
接触不能なシェルターの幻想構造。やや歪な球状で、目玉型の模様がある。身体と構造力の隠伏が可能。内部に入った構造者と構造力は量子化されてネストと一体となり、他の物体が透過する不可侵の存在になる。ネストに入れるのは構造者（とその装備品）と構造物のみ。同時に5つまで構造可能。
幻想で物質内部に侵入したまま移動することも可能だが、岩などの密度の高い物質内で幻想を解除することはできない。

ナタル
精悍な大男の現実構造者。黒獄小隊隊員でカーフェらと行動を共にする。朴訥な話し方。構造の紋章は「Ｔ」。
夕国
若い女性でショートカットの現実構造者。黒獄小隊隊員でカーフェらと行動を共にする。上官であるカーフェに対しても辛辣な口ぶり。構造の紋章は枠で囲まれた五角形。
黒曜
長髪で両眼の下に縦のラインが1本ずつ入っている現実構造者。黒獄小隊隊員でカーフェらと行動を共にする。ややクールで根暗な態度。構造の紋章は「石」。
リー
大部分がマグメル深部で活動を行う黒獄小隊隊員のうち、リーとその班員らしい2人は神名阿アミルから直接の命令を受けてマグメルの内外で活動する。人界で活動する際は上官である神名阿アミルの護衛としての役割を担うことがある。現在はマグメル深部の第4堅龍要塞の指揮を任されている。
気心が知れた相手に対しては、極端に砕けた言葉遣いをする。
黒獄小隊隊員の2人（仮称）
大柄でサングラスをかけている男とフェイスマスクをつけている人物。リーといつも行動を共にしており、軽口を叩き合う仲。
フェルミオン
第2要塞に赴任中。研究者風の服装。
蛇の道化（ミミ・ミミック）
他の幻想構造に擬態することができる幻想虫の幻想構造。幻想虫に長時間対象の幻想構造を観察させることが擬態条件。オリジナルの幻想構造の1〜10％の効果を発揮する。擬態は構造の消耗に伴って解除され、再使用には観察をやり直す必要がある。
因果限界に擬態した場合では、第2要塞と第4要塞の間で成人4名分ほどの質量の転送に利用すると消滅する。

リヴ
フード付きの服の少年。任務を終えて生き残った場合の希望は1年間の休暇。
泡沫の遊び（シボウユウギ）
幻想空間へ対象を強制転送する幻想構造。幻想構造自体は鶏卵大だが内部の空間は拡張され闘技場のようになっている。10秒以上観察した相手が半径1km以内にいれば強制的に果たし状を渡す事ができ、それを見た対象は幻想空間内でリヴとの決闘を強いられる。リブを殺害する、または許しを得ることでしか空間からの脱出は不可能。同時決闘参加人数は32人まで。

不動
破戒僧のような格好の男性。任務を終えて生き残った場合の希望は副隊長の座。
ディー
マントを纏った鮫歯の青年。全滅必至の任務にあたって、その場にいない隊員も含めた黒獄小隊全員で運命をともにすることを希望する。
シャロット
鋭角的な印象で女振りのいい女性。全滅必至の任務にあたって、その場にいない隊長にも運命をともにしてほしいと希望する。
スティール
ライダースーツ状の防具を纏った青年。全滅必至の任務にあたって、自分の命運が尽きたことに冷笑的な態度を取る。
瞬
宇宙服のような装備の少年。全滅必至の任務における心残りは同級生を何人か殺し損ねたこと。
歪な瞳（アーカーシャ）
未来予測の幻想構造。半径3000km内の現在の情報に基づいて予測し、その映像を周囲の人間と共有できる。確実に予測結果が的中するのは1時間後まで。それ以降は未来になるほどに的中率が下がっていく。

サリバン
片眼鏡の男性。全滅必至の任務にあたって、子供たちに自分の財宝がほしければ自力でマナナンバスティオンへたどり着くよう言い残す。
ミミカ
魔女のような格好をした女性。全滅必至の任務においても、遺言の音声を聞いたものは呪われるという冗談を録音する。
千年威権（バフォメット）
山羊の頭蓋骨形の幻想構造で、それを長時間見つめた相手を下僕化する。同時操作可能な対象の最大数は666体。対象が強いほどに洗脳効果は薄まる。

ボーガン
髪を逆立たせた髭のある男性。全滅必至の任務にあたって、妊娠中の妻である蓮に子供の名前は男ならライで女ならララとすることと、愛していることを言い残す。
バール
ゴーグルを付けた褐色の肌の男性。全滅必至の任務にあたって、ボーガンの妻である蓮に子供の名前は男女どちらでもアバカにしようと言い残し、意味を悟ったボーガンや便乗した隊員たちと乱闘になる。

##### その他
一徒（イット）
幻想構造の力に目覚めた青年探検家。基本的に薄笑いを浮かべている。未知の世界というものに強く惹かれていて、そのためなら己の命を脅かしかねない危機さえも楽しめる。守るよりも壊すほうが好きという価値観。だが興味の根本は戦いでなく探検にあると自覚する。
ダーナの繭が発生した際に、極星社の社員救出依頼を名目に神明阿一族によって繭内部へに送り込まれた9名の探検家の1人。彼を含めて4人の探検家が生き残り構造者となった。目覚めた能力を活用するため、隠されていた世界の真実を知るため、そしてマグメルのより深部に到達するために一族の指揮下に入る。構造者としての訓練後、元ダーナの繭探検隊の4名で第4堅龍要塞に派遣される。
神明阿当主や原皇らの神々の領域の戦いを目の当たりにし、身の振り方について考え直している。
攻防体（フェイスフェイス）
身の丈以上もある巨大な仮面の形をした幻想構造。笑いの仮面が吸収した衝撃を怒りの仮面が衝撃波として放出する。衝撃の吸収・放出ができるのは仮面の裏側だけであり、表側への攻撃や斬撃、刺突などには弱い。また一度に25トンを超える衝撃が加わると崩壊してしまう。本体の一徒から200ｍ以内で障害物のない場所になら瞬間移動させることもできる。
半年以上の訓練を経て攻防体弐式へ成長。衝撃吸収限界が45トンに上昇する。

ボルゲーネフ
体格の良い男性探検家で現実構造者。一徒と同様の経緯で一族の指揮下に入る。自信過剰で大口を叩くがどこかずれており、場のコメディリリーフ的存在。
キミアイオン
長髪の女性探検家で現実構造者。一徒と同様の経緯で一族の指揮下に入る。冷静な性格。
蛍火
外に広がるボブカットの女性探検家で現実構造者。一徒と同様の経緯で一族の指揮下に入る。果敢な性格。
アレト
第4要塞城主。幻想構造者。オールバックで神明阿一族の紋章に近い目玉の模様を額に入れている。原皇ティトールとの戦いで左腕を失う。
縮地鏡（トキノアトサキ）
空中に浮かぶ油膜のような鏡面状の幻想構造。ある鏡面を通過した物体を空間移動により別の鏡面から出現させる。対象となる物体の重さは100キロまで。転送限界距離は10キロ。

ネコザメ
第4要塞副城主。現実構造者。体格がよく、黒髪で、両耳にピアスをしている。原皇ティトールと神明阿ウェイドの戦いに参加し、生き残る。

#### 極星社
兵器開発などを行い、世界各地に支部のある巨大企業。マグメルでの活動も行っており自社員用のレスキュー隊を持つ。尾を引く五芒星が社章。
ハニホトー
極星社CEO。ダーナの繭の救助隊のうち1人でもうまくミッションをやり遂げられたら一族に戻ることを許されるという条件で、神明阿の若様に協力する。
エミリア・チェスター
詳細はヨウの関係者の項目を参照。

### エリン
マグメルの原住者で、人類に比較的近い容姿と人類に匹敵またはそれ以上の知能を持つ。マグメルにおいても特別な存在。公的には隠蔽されているがマグメルに深く関わる者たちの間では知られている。30種族以上が確認され、いずれも人類を超越する天賦の力を持つ。複数の種族が人間に擬態可能だという。

#### 聖国真類
エリンの中でも卓越した構造力と戦闘力を持ち、マグメルの頂点に立つ高等種族。危険生物ランクでは超級危険。高度な建築物からなる市街地や独自の社会体制などを備えた文明をマグメルの深部で築いている。マグメル最深部の聖心を聖地として重視しており、聖心に近づく知的生命体を問答無用で駆除の対象とする。
人類にとても近い容姿で、頭部の1本角と十字手裏剣形の瞳孔以外の部分では見分けがつかない。その特徴も軽度の身体操作により隠すことが可能。
種族の里である聖心城は超空間移動プレート内に位置する。真類620130名のうち、構造者は221名。
クー・ヤガ・クラン
詳細は拾人館（ドリフト）の項目を参照
ミュフェ
ボブカットの聖国真類の少女。好悪の感情がはっきりしており、戦闘的だが溌剌とした性格。
クーに強い好意を抱き公然と求愛行動を取る。だが仲間としては親しくされるものの、全く相手にされていない。クーが人類の娯楽に染まってしまった点については人一倍苦言を呈している。
戦士としての実力は確かで、クーとともに行動し制圧力に優れる現実構造者としてそれなりに知られる存在である。
忠愛の鬼兵（グロー・グ・クラン）
刀を持つ巨大な人型の現実構造。角や十字手裏剣型の瞳などの聖国真類をモチーフにした装飾が施されている。

デュケ
大柄で筋肉質な聖国真類の青年。1本にまとめた細い三つ編みをよく肩に垂らしている。
落ち着いた物腰で、クーやミュフェのサポート役にまわる。他種族に対する敵意も比較的に穏やか。

##### 強者会
聖国真類の統治組織。現在のメンバーは6名。いずれも神明阿一族の歴代当主に匹敵する実力者。年に一度の聖心祭ではメンバー入れ替えの大会が開かれる。
ラースト
強者会最強で中心的存在。額から上へ向けて曲がる角。
重々しく威圧的な態度。フォウル国との同盟には否定的だが、原皇ティトールが能力を封印して管理下に入ることを条件に譲歩の意志を見せる。
人類からすると壮年前後の外見だが聖国真類の中でも高齢で、人類換算で71歳。孫がいる。
ハク
後頭部から前へ向けて曲がる角。長髪で中性的な容姿。
神明阿一族の脅威を重く考えており、無条件で同盟に賛成する。
サイ
前頭部から後ろへ向けて曲がる角。
ティトールがフォウル国はもう聖心を狙わないとマグメルの全種族に宣誓し、石碑などの記録を残すことを条件に譲歩の意志を見せる。
妻と息子がいる。
鬼の居る間（グジャノホノオ）
監視の幻想構造。人頭型で、聖国真類の瞳と同じ十字手裏剣状の模様がある。半径6km以内の構造の波動を感知する。3m以内の構造物を対象として幻想・現実問わず消滅させることができる。消滅させられた構造物は3分間再構造不可能。

カイン
左頭頂部から後ろへ膨れる角。
サイと同じ条件で譲歩の意志を見せる。
ナイル
左前頭部から後ろへ曲がる角。
150年前のフォウル国の裏切りによる損害に対して賠償が支払われることを条件に譲歩の意志を見せる。
トワ
前頭部から前へ伸びる角。癖のある長髪。
若々しく荒々しい態度。いかなる条件でも同盟反対の立場。

#### フォウル国（多原国）
エリンの22の部族の連合体で、マグメルでも一定の影響力を持つ。原皇ブレス・ティトールを指導者としている。
聖心を巡って神明阿一族と戦争状態にあり、聖国真類からも敵視されている。150年前の先代原皇の時代にも神明阿一族と衝突し、一時同盟を結んだ聖国真類をも裏切った。先代原皇の部族は聖国真類に全て滅ぼされ、当時は23だった部族の1つを失う結果になる。
原皇ブレス・ティトール
詳細はヨウの関係者の項目を参照。
原皇の近衛（仮称）
ティトールの本体のすぐそばで二人一組で仕えている近衛。頭巾と一体化した面で顔を隠しているため、中の人物が常に同じかどうかは判別できない。神明阿アッシュと神明阿ハーマに殺害される。
傀儡の卵（ゴーストコール）
近衛の片方の幻想構造。対象に寄生し部分的に操作する。他者の構造物の操作権を奪う場合は構造を解除されると無効化される。ティトールが使用して神明阿ウェイドの行動能力を奪った時は数秒で無効化可能と判断された。

##### 双生タイタン
エリンの中でも高い戦闘能力を持つ超級危険生物。人間の基準を超越して伸縮自在な筋肉で非常な怪力と耐久力を発揮する。かなり人型に近いが、人間より二回り程度体格が大きく、白黒の反転した眼球と頭部から肩・上腕部に繋がる紐状の組織が特徴。成人のタイタンはマグメル全土でも20体もいないとされる。

### その他の人類
田伝親父
声 - 斎藤志郎
探検家のための用具店の店主。幾度となくヨウの執拗な値切りの被害に合わされている。一念発起してマグメル探検チームに加わるものの遭難し、ヨウに偶然助けられた。その借りを返すために希少物質のミスリルリキッドの情報を提供する。
クリクス
声 - 劉セイラ
強身薬であるエポナの涙の採取中にマグメルで行方不明になった兄クヌリス（アニメ化の際に付いた名前）（声 - 加瀬康之）の救助をヨウに依頼した少年。病気で余命を宣告されていたが、父親（声 - 千々和竜策）と母（声 - 根本圭子）が遭難死した後も家族一緒に探検家となりマグメルを探検するという夢を持ち続けていた。
マグメルでヨウと離れた時に兄を発見するが、実は兄は人間みな老いて死ぬからこそ価値のある人生のためにエポナの涙を利用するべきだという考えを抱き、価値のない弟でなく自分が使うために、1年に1つずつ3度しか実らないが長期保存可能なエポナの涙の独占を目論んでいた。兄は発見した株の1つめの実を手中に収める際に両親を殺害し、残る2つの実の入手準備の際に仲間の探検家を殺害。そしてクリクス自身も兄に殺害されてしまう。
ムダジ
少年漫画家。著作の評判はあまり芳しくない。
マグメルで取材中に音信不通となった担当編集者の救助をヨウに依頼した。先代担当編集者もマグメルで音信不通となり死亡。その後自身もマグメルを訪れ、神明阿一族との戦争のために活動の活発化していたエリンたちに取り囲まれ、行方不明となった。現在はマグメル深部のフォウル国主力軍キャンプ物資保存エリアにて囚われている。

### 過去なる未来における登場人物
因又（イン ヨウ）
青年拾人者で、マグメルでの冒険の際に異常な緊張感が高まっているのに気が付く。エリンと人類の全面戦争が勃発したことで仲間とともにあてのない旅に出ることになる。
黒髪で、瞳の色も黒い。
現実構造と2種類の幻想構造の能力を両立させるという稀有な才能を持つ。この原因または結果なのか構造力に変化が生じたという。
神の見えざる手（クラックローヴ）
近傍の物体の巨大化と任意での解除ができる幻想構造の篭手。
200倍の巨大化を行える。
因果限界
空間移動を可能とする幻想構造で、巨大な因という文字が離れた場所同士をつなぐ門となる。

ゼロ
拾人者の少女でヨウとともにマグメルで冒険した。
髪色は濃く、ベタで表現される。
オーフィス・ビックトー
中年の探検家で大富豪。小切手をマグメルに隠し、ヨウとゼロに黒い鍵とヒントを与えて冒険させた。
人界とマグメルの戦争の際はヨウとともに旅に出発し、その資金を提供する。
トト・ビックトー
オーフィスの娘でおそらく10代後半。同年代のゼロとよく口喧嘩をしている。
ティトール
この世で最年長のエリンの1人。人界との戦争に向けて緊張感の高まるマグメルから避難し、ヨウたちの一行に加わった。
髪色はやや濃く、トーンで表現される。
聖国真類の戦士の1人（仮称）
聖国真類の戦士の1人でエリンの一員として戦争に参加する。左目に眼帯をしている。
避難しようとしているヨウたち一行に気が付くが、ヨウと知り合いらしい様子を見せ、そのまま見逃した。

## 用語

### マグメル・エリン関連
マグメル（聖洲）
連載開始時点の35年前に突如として大洋上に出現したとされる大陸。既存の概念には当てはまらない環境、生物、資源が手付かずで広がっており人類を熱狂させた。しかし人間には対処困難な事態も数多く待ち受けており、出現から数十年を経ても外縁の極一部に築かれた要塞都市を除いて通常の人間の進入を阻んでいる。
マグメルに関して一般に知られる事柄の殆どは神明阿一族の情報操作を経たものである。いわゆるマグメル出現も、実際には以前は島だったマグメルが突然数十倍に拡大し、隠蔽が不可能になってやむを得ず新大陸として周知させたものだった。この巨大化現象は「マグメル新生」と呼ばれるが、原因などの詳細は不明。
拒絶する力
正式名称は「万無斥力」。外界のものを分解する力。特に無機物を激しく劣化させマグメル深部ほど効果が強まる。そのため猛獣などの危機を避けることのできる航空機でも、通常の物質でできているものではマグメルに立ち入ることが出来ない。マグメル産の材質でのコーティングで腐食を大幅に遅らせることはできるが、超空間移動プレートの内側では人界の技術そのものさえ拒絶の対象となる。最深部ではすべてマグメル産の材質で製造したとしても文明の利器の使用は不可能。基本的には有機物や生物、構造の能力でつくられた物には作用しない。だが聖心では聖心の放つ敵意によりこれらの物体はもちろん光さえもが分解されてしまうという。
拒絶する力を中和する力は「受絶する力」と呼ばれ、完全構造力による構造物などに宿る。
外縁（外区）
45の区に分けられある程度開発が進んでいる。拒絶する力による腐食の加速は数十倍程度。各区の要塞都市は探険や開発の拠点として多くの人間に利用されているだけでなく、裏では全てが神明阿一族の管理下にある。
深部（内区）
マグメルの大部分を占めるが人類による開発はほとんど進んでいない。フォウル国の民や聖国真類など、マグメル原住者であるエリンたちが居住している。
神明阿一族が秘密裏に築いた大規模な要塞が5つ存在し、浅い場所から順に第1から第5までの番号が振られている。いずれも圧倒的な人材と物資が配備され重役が統治しており、資源収集の前線基地となっている。駐屯する構造者の合計は1000人弱にもなる。
超空間移動プレート
人間から見たマグメル深部を進んだ先に存在する大転生の河で囲まれたプレート。エリンたちにとってはその内側こそが深部であり真のマグメルだとされる。超常的に歪み拡張された空間が広がっており、その土地の面積は人界の五大陸の合計面積を凌ぐと言われる。1つの生命体であるかのような奇妙な性質を持ち生命活動にも似た地形の移動や変化も起こり続ける。地形の変動による地震は発生しないが、一般にいう深部にも増して過酷な環境と気候の土地。
聖心
マグメルの最深に位置する聖地。聖国真類が他種族の進入を固く拒んでおり、聖国真類自身もむやみに立ち入ることはできない。聖国真類の信仰ではマグメルに宿る精神体が造物主と見做され、その休息地とされる。マグメルの精神体・意識とは多くのエリンにとっても推論上の存在だったが、神明阿一族の擬神構造により実在が証明される。
無限に近い完全構成力が存在するため複数の勢力が侵攻を目論んでいる。

ダーナの繭
マグメル深部のみでまれに自然発生する空間で、マグメル深部に比較的類似しているがそれからも独立した環境を作り上げる。かりそめの生物さえもが構造される。マグメル自身が構造者となり、その構造力が凝縮した種と呼ばれる状態を経て、やがて自己構造を起こすことで生み出される。内部は濃密な構造力がうごめいていて、構造者の素養がある者は影響を受け能力が目覚めやすい状態になる。数日から長くても数ヶ月で自然消滅する。
ダーナの繭が人界のクスク諸島市街地で発生した事件の原因は拾因の幻想構造にあると見られている。
念動結晶
マグメル産の希少な鉱物。1つの結晶体が1つの個体として成長し、成熟すると高い硬度を持つようになる。
接触した者の脳波に反応する性質があり、重力に逆らって思い通りに動かすことができる。接触時間と精神力に比例して精度と速度が増す。1つの個体は分割された後も引き合い、一部を精神力で浮かせておくと自然に他の部分へ向かって行く。

### 人類・探検家関連
探検家
マグメルでの探検を生業とする者たち。探検に成功して莫大な富を得る者がいる一方で遭難死する者も後を絶たない。許可がなくとも探検は可能だが、連合国に認可された探検家になると様々なバックアップが受けられる。成果の一部を提供する必要はあるものの、認可された探検家こそが本当の探検家とされ、連合国の発行する探検家バッジがその証となっている。探検家バッジは右上に欠けのある五芒星の形で、バイタルサインの記録や発信、録音などの機能を備える。
探検家のうちもっぱら冒険的な活動を行う者を冒険者と呼ぶこともある。
拾人者（アングラー）
マグメルで捜索救助を行う者たちの通称。救助対象は探検家やその関係者であることが多い。過酷な環境での救助は困難を極め、公営企業や政府組織の成功率は0.2％以下といわれている。マグメルで活動を行う企業が自社員救助のために組織しているレスキュー部隊とは性質が異なる。
危険生物ランク
探検家たちが分類したマグメルの生物の危険度の目安。探検家の部隊で対抗可能な低級危険（ヴィレス）、武装隊で対抗可能な中級危険（タウンツ）、人類には対抗不可能な超級危険（クエスタ）の3ランクに分類。ランク内でさらに丙種、乙種、甲種に分かれる。同種の生物でも首領個体と一般個体などでランクが異なる場合がある。あくまで目安であるためその時々の状況によって危険度は上下する。特に構造力の有無はランクを根底から覆すことがある。
強身薬
マグメルで発見された強身効果のある物質の総称。腕のたつ探検家には発見した強身薬を自ら摂取した者もいる。外縁部で採取可能な強身薬のうちで最も効果の高いエポナの涙の場合では、身体の損傷や疾患の治癒、常人の身体能力を数ヶ月間10倍にするなどの作用が表れる。非常に希少かつ高価で、エポナの涙では市場価値は7億エクスにまでなる。
マグメルに愛された者
マグメルで人間離れした身体能力を手に入れた人間のこと。基本的には強身薬で身体強化した者を指すが、無意識的あるいは意識的に構造力で身体強化している者を指すこともある。構造者の資質と関連して言及されることがあり、その場合は後者の使い方であると思われる。
ダーナの繭の探険隊メンバーなどがこれに当たる。
謎の黒い鍵（仮称）
ヨウが幼い頃に拾因が持っていた黒い鍵。
原皇ティトールが拾因の死体のすぐ側から発見し、トトを端末として接触した際にヨウへ渡した鍵は、この鍵と酷似しているが同一のものかは不明。これとそっくりな鍵は以前からトト・ビックトーも父の形見として持っていた。ティトールはこの2本でオーフィス・ビックトーがマグメルに設置した宝箱を開封できることを確認し、中身の小切手を取り出した。
第10.5話において、マグメル深部の少年と同じ服装をし「ゼロ」からご主人と呼ばれる少年が、古い友人から昔託されて「ゼロ」にプレゼントした鍵も同じ見た目をしている。とある秘密の手がかりだが詳細を聞く前にその友人は行方知れずとなったという。
念動結晶というマグメル産の特殊な素材でできており、偽造は不可能というこれらの鍵が3本存在する理由の詳細は不明。ヨウの持つ鍵とマグメル深部の少年の持っている鍵については、どちらかが完全構造力で偽造されたものだとヨウに推察される。
また時系列は不明だが、拾因に近い特徴を持ちヨウと呼ばれる拾人者と仲間が、これらとそっくりな鍵をオーフィスがマグメルに設置した宝箱を開封するために使用して中身の小切手を回収してもいる。
竜息穿甲弾
国家戦略級兵器。マグメル産の資源と人界の科学技術の完全なる調和兵器。核兵器以上の貫通力で対象を破壊するが、爆発力は比較的高くなく周囲への被害は小規模。大破壊力の基準として頻出する兵器で、クーの構造という形でもしばしば登場する。

### 構造力関連
構造力（ラクト）
想像に実体を与えて現実化し、それをコントロールする力。一般には殆ど知られていない。
マグメル内部には構造力が遍在しており、超常現象の根幹となっている。深部ほど構造力の濃度が高い傾向にある。エリンに高い構造力を持つ種族がいるほか、人間にも生まれつき構造力を持つ者がいる。
構造者（ラクター）
構造力を持ちそれを行使できる者のこと。構造力を先天的に持つ者でも後天的に得た者でも、正しく掌握するためには訓練が不可欠。
構造者になると体内の構造力が身体を理想の状態に再構築し続ける様になり、常人を超える身体能力と回復力が得られる。目覚めたばかりの時点では時間制限や副作用こそ無いものの強身薬に劣る程度の効果しかないが、訓練と素質次第で向上できる。
構造者が構造した物体はただの物体とは異なり、基本的には維持に構造力の継続的なコントロールを必要とする。永遠の現実を作り上げることは構造者にとっての極致であるという。一方で、構造者の技量などにもよるが、ある程度は意思通りに動かせ浮遊させることなどもできる。構造には紋章などの構造者ごとに固有の特徴が表れる場合が多い。構造の紋章は隠すこともできるが一時も途切れない集中力が必要となる。
通常の構造者には生命の構造は不可能であるため、原則として生物を構造することは出来ない。しかしマグメル自体が構造者となる場合や完全構造力を利用する場合には生物の構造が可能となる。
構造者は構造できる物体の違いにより現実構造者と幻想構造者に二分される。およそ2/3が現実構造者で1/3が幻想構造者となる。両方の力を身に付けることは世界の摂理に反した行為だという。
現実構造者（リアルラクター）
現実に存在する物体を元に構造を行う。多種多様な物体を構造可能だが、構造には対象の物体を実際に作り上げるのと同様の理解が必要で、少なからず体力の消費も伴う。理解のためには対象を使い込む、実際に作るなどの他に構造力を浸透させて解析するという方法もある。理解が進むほど構造完成度が向上するが、一般に20％前後が壁となりそれ以上を目指すためには自分と相性の良い物質を探し当てることが必須となる。100％を超える完成度を持たせることも資質と訓練によっては可能。また、完成度は構造者と構造の距離が離れるほど維持が難しくなる。現実構造が実用レベルに達するまでの訓練には労力や時間を要するが、極めれば広範囲な事象に対応ができる。
構造力の浸透は短時間での理解に有効。だが分子構造に影響を与えるため解析中に対象を変質させてしまうことが多く、理解を進めるためには複数の予備が必要となり、替えの利かない物や非常に高価な物に対しては不向き。対象をわざと変質させることで、閃光弾などを暴発させるという裏技もある。
実在する物体の名称に構造（ラクト）という接尾詞を付け、その物体を元にした現実構造の名称とすることが多い。例としては戦車構造（タンクラクト）など。
幻想構造者（イマジンラクター）
現実を超越した能力を持つ物体の構造を行う。構造と能力は構造者ごとに固有のものである。複数個の構造の組み合わせで1能力となる場合は多いが、作中において純粋な幻想構造者で複数の能力の使用を描写された者はまだいない。操作可能な距離などは能力によって異なり、数百km以上の遠隔操作が可能な能力もある。目覚めると自動的に自分の能力の内容が把握でき、コントロールも比較的容易。訓練により持続時間や操作精度などを向上させることは可能で、主とともに成長して能力の幅が広がることもある。だが能力の本質そのものが変化した例はない。構造力の基礎に劣る者が多いせいか、身体強化の程度は現実構造者に及ばないと見られがちである。
合構
複数人の合同によって現実構造を作り上げること、またはその現実構造。3人での合同による三重合構（デルタラクト）など。
神明阿一族が開発・独占する訓練法によって習得できる技術。ほとんどの構造者では3人が合同の上限とはいえ、構造の完成度を各構造者の限界の複数倍にまで高められるため現実構造の最強の戦法とされる。ただし技量の低い構造者同士での合構では、高い技量を持つ1人の構造者の構造に完成度が及ばないことがある。
神明阿の直系の構造者ならば、血の共鳴により3人を超える人数での合構も可能。
完全構造力（ジェニュイン）
構造したものを永遠に本物の現実とする構造力。永遠の現実ばかりか、不完全な理解に基づいての完全な構造や生命の構造など、構造者の力量の限界を超えた構造を可能とする。ただし個体としての他人の複製などは、人間には他者を一部でも理解することは不可能なために、まず行うことが出来ない。マグメル内で限られた条件がそろった時にしか発生せず、マグメルの恵みの中でも最上位に位置し、神の領域に属しているとさえ称される。
拒絶する力を発生させる性質を持つため、力場を越えて接触するには構造者が自身の構造力で「理解」して操作下に置く必要がある。そして完全構造力によって構造されたものには、それとは反対に拒絶する力を中和する力である「受絶する力」が宿るようになる。
最初に理解した構造者しか扱えず発生する量も希少であるため、基本的には構造できる物体の体積には自ずと限界があるとされている。
擬神構造
神明阿一族の秘儀によってつくり出された人間の女性型の構造。まずは歴代当主10人による十重合構によって形作られ、後にルシスが11人目の構造者として加わった。
その正体はマグメルの意識そのものであり、神に相当する力を持つものとして扱われている。マグメルの意識とは聖国真類の信仰で造物主とされている存在でもある。
合構に加わり制御に成功した者はテレパシーによる対話が可能となり、マグメルの知識を授かるなどの恩恵を受けることができる。ただし干渉を続けることは心身に大きなダメージをもたらす。

## 原本と日本語版
ストーリーの表面上や基本的な設定は中国語の原本と変わりない。だが設定の細部や名称などにおいてアレンジが加えられている他、台詞などがまったく別のものとなっている箇所が多い。そのため原本でのストーリーの流れが読み取れなくなっている部分が少なからず存在する。
作者は連載開始時点で日本語を未習得。また他媒体化に合わせた改編も創作の一工程であり、どんな形であれ自他の創作の制限は好まないというスタンスを以前に表明していた。
アレンジは多岐に渡るため以下に挙げるのは代表的なもののみである。

### 設定
- 現実と繋がりのある部分の設定がぼかされ、ファンタジー色の強い設定の割合が相対的に大きくなっている。例えば日本語版ではマグメルは大洋上に出現したとなっているが、原本では「太平洋上」と現実の場所が明示されている。また現代中国語において「联合国」とは日本でいう「国際連合」のことだが、文字通りの「連合国」という訳がなされ原本での国連旗なども修正されている。『少年ジャンプ＋』掲載時は「国連」となっていた箇所も単行本収録にあたり「連合国」に改められた。
- 原本では1界幣（簡体字：界币）つまり1エクスは0.86人民元（約15円[注 16]）相当という設定が示されているが、日本語版では省略されている。
- 原本では聖暦（聖跡）36年がストーリーの開始時期だが、日本語版では聖暦35年が開始時期となっている。
- 登場人物の「漫画的」な口調の多くが日本語訳の独自のものである。特にゼロやリーなどの非常に特異な口調は原本にて受けるイメージからの飛躍が大きい。一方でクーのやや文語風の口調[注 17]やカーフェの慇懃無礼な口調など原本の要素を活かしたものも存在する。
- ある場面での発言がその後の回想では異なる言い回しに翻訳され、発言をめぐる場面の繋がりがわかりにくくなっている箇所が存在する。

### 名称と読み
マグメルという名称そのものがケルト神話を元にした日本語版独自の呼び方であり、連載初期を中心に、聖洲関連の名称の多くがアイルランド神話用語を中心としたケルト語に置き換わっている。連載中期以降は元の名称の音からもじった日本語名や法則性の見いだせない日本語名が中心となる。
構造力関連においては日本独自のルビ演出が多用されている他、能力名そのものがアレンジされている場合もある。
『群青のマグメル』 ← 『拾又之国』
この「拾又之国」という言葉の真実の意味が後半のストーリーにおいて明かされるという。
『群青のマグメル』の英語サブタイトルは『MAG MELL of the SEA BLUE』。
マグメル ← 聖洲
アイルランド神話における極楽浄土であるマグ・メルから。
イン ヨウ ← 因又（ピン音：Yīn Yòu）
日本語では「又」を「ヨウ」とは読まないためカタカナ表記。
拾因と牙牙格（クー）は原本でも因又を又と呼ぶが、中国では一文字の名を呼び捨てにするのは愛称以上に親密な呼び方、または非常に無礼な呼び方。
阿零（ゼロ）からは坊っちゃん・ボンボンを意味する「少爷」と呼ばれる。
葬送鋼刃 ← 合刃構造（簡体字：合刃构造）
遍く右手・遍く左手 ← 手装構造（簡体字：手装构造）
原本では基本的に現実構造には特別な能力名は存在しない。
ルビはブラックラック、クラックライト、クラックレフトといずれも「ラック」が入っている。

ゼロ ← 零（ピン音：Líng、愛称：阿零）
三歩後ろの子供達 ← 多様家族（簡体字：多样家族）
ルビのファミリアナンバーズの方が原本の意味に近い。

エミリア・チェスター ← 艾米利亚・邓斯特（ピン音：Àimǐlìyǎ・Dèngsītè）
Emilia Dunst（エミリア・ダンスト）の中国語表記から。
拾因 ← 拾因（ピン音：Shí Yīn、愛称：阿因）
ヨウの拾因に対する阿因という呼び方はかなりくだけたもので、師匠というよりも同等の友人に対する愛称。
因果限界 ← 因律辺界（簡体字：因律边界）

クー・ヤガ・クラン ← 牙牙格双魄（ピン音：Yáyágéshuāngpò、愛称：牙牙格）
アイルランド神話の英雄クー・クラン（クー・フーリンとも）からクー、牙牙格からヤガ、クー・クランまたはケルト語で氏族を意味するクランからクラン。
原本の聖国真類の名には「鬼」が含まれる。
喰い現貯める者 ← 真実収割者（簡体字：真实收割者）
収割者を日本語に直訳すると収穫者となるが、中国では収割者は”Reaper”つまり死神の訳語として用いられる。
日本語版での漢字に沿った読みは「くいあらためるもの」。ルビのクラウド・ボルグは、喰らう、クラウド・ストレージ、古アイルランド語で腹・膨張を意味するボルグ。

ミュフェ ← 魎衣（簡体字：魉衣、ピン音：Liǎngyī）
忠愛の鬼兵 ← 鎧骨構造（簡体字：铠骨构造）
ルビはグロー・グ・クラン。

デュケ ← 魂寺（ピン音：Húnsì）
神明阿一族 ← 未神明阿一族
英語版ではFuture Gods Minga。
神明阿アミル ← 未神明阿弥額勒迦（簡体字：未神明阿弥额勒迦、ピン音：Wèishénmíngē Míélēijiā）
中国語での天使長ミカエル（Michael）の一般的な表記は「弥额尔」や「米迦勒」。
英語版ではMichael。
ルシス ← 路西斯（ピン音：Lùxīsī
中国語でのルシウス(Lucius)の表記は「路西乌斯」など、魔王ルシファー(Lucifer)は「路西法」。
英語版ではLucius。
神明阿アスス ← 未神明阿亜伯撒斯（簡体字：未神明阿亚伯撒斯、Wèishénmíngē Yàbósāsī）
中国語でのアベル（Abel）の表記は「亚伯」、アブラハム（Abraham）は「亚伯拉罕」。
英語版ではAbelsans。
神明阿ウェイド ← 未神明阿阿温哈伊（Wèishénmíngē Āwēnhāyī）
英語版ではElvenhail。
黒獄小隊 ← 十九獄小隊
日本語版では黒獄小隊を通称とし第19部隊を正式名称とする形式に改められた。
リー長官 ← 厲組長（簡体字：厉　ピン音：lì）
中国語で組長（组长）は「（小班の）リーダー」に近いニュアンスで幅広く使用される。
「长官」と呼ばれることもあるが、中国語で「长官」は具体的な役職だけでなく上官全般を指すことも多い。
原皇ブレス・ティトール ← 原皇　安帝図爾（ピン音：Āndìtúěr、簡体字：安帝图尔）
第33・34話での表記である安帝図児（ピン音：Āndìtúér、簡体字：安帝图儿）が誤植なのか、設定として異なる名前なのかは不明。
アイルランド神話の魔神族であるフォウォレ族の指導者の1人ブレスからブレス、安帝図爾の発音をもじってティトール。日本語版独自の要素である「ブレス」は名の一部。
英語版ではAnditool。
フォウル国 ← 多原国
フォウォレ族（フォモール族とも）から。
エリン ← 原著者
原著者は中国語でも日本語と同様に原作者を意味する。構造者の原著者は構造原著者と表記される。
古アイルランド語でアイルランド島を意味するエリンから。
ダーナの繭 ← 空想之国／空想生態国（簡体字：空想生态国）
アイルランド神話の地母神であるダーナから。
聖暦 ← 聖跡（簡体字：聖迹）
構造力（ラクト）／構造者（ラクター） ← 構成力（簡体字：构成力）／構造者（簡体字：构造者）
コンストラクトは英語で構成・構造を意味する。

### 日本未発表の番外編（完全な楽屋ネタを除く）
1. 『漫画行』で『拾又之国』の連載に先駆けて掲載された4Pの新連載告知漫画。作者の過去作である『5秒童話』と『長安督武司』の主人公、作者、『拾又之国』の1話冒頭で死亡する探検家が登場して『拾又之国』の主人公のヒントを読者に与えるという内容で、1話冒頭での主人公のミスリードにつながっている。
2. 『拾又之国』単行本第2巻収録の8Pの特典漫画。ヨウはマグメルで道を見失ったとおぼしき少女を見かける。しかし彼女は自ら食獣草に飛び込み……。

## 書誌情報

### 日本語版
- 第年秒 『群青のマグメル』 集英社〈ジャンプ・コミックス〉、既刊8巻（2019年4月4日現在・5巻以降は電子書籍限定）
  1. 「拾人館（ドリフト）」 2015年11月4日発売[集 1]、ISBN 978-4-08-880559-7
  2. 「エリン」 2015年12月4日発売[集 2]、 ISBN 978-4-08-880560-3
  3. 「現と幻」 2016年6月3日発売[集 3]、ISBN 978-4-08-880724-9
  4. 「神明阿一族」 2017年7月4日発売[集 4]、ISBN 978-4-08-881246-5
  5. 「7か月後」 2019年3月4日発売[集 5]、（電子書籍のみ）
  6. 「頂点たる者」 2019年3月4日発売[集 6]、（電子書籍のみ）
  7. 「再生」 2019年4月4日発売[集 7]、（電子書籍のみ）
  8. 「対峙」 2019年4月4日発売[集 8]、（電子書籍のみ）

### 中文版
- 第年秒 『拾又之国』 翻翻文化传媒（出品）　浙江文藝出版社（1-2巻出版） 长江出版社（3巻出版）、既刊3巻（2017年6月現在）
  1. 「拾又之国1」 2015年4月発行[注 21]、ISBN 978-7-5339-4219-9
  2. 「拾又之国2」 2016年4月発行、ISBN 978-7-5339-4498-8
  3. 「拾又之国3」 2017年6月発行、ISBN 978-7-5492-4955-8

## テレビアニメ
2019年4月から6月までTOKYO MXほかにて放送された。ナレーションは西凜太朗。

### スタッフ
- 原作 - 第年秒
- 監督 - 伊達勇登[7]
- 助監督 - 久城りおん[32]
- シリーズ構成 - 御笠ノ忠次[7]
- キャラクターデザイン・総作画監督 - 石井明治[33]
- プロップ＆クリーチャーデザイン - 久我嘉輝、宮川治雄、新谷真昼、村田護郎、秋篠denforword日和[32]
- アクション・エフェクト監修 - 宇佐美晧一[32]
- 美術監督・美術設定 - 松本浩樹[32]
- 色彩設計 - 長島真弓[32]
- 撮影監督 - 鯨井亮[32]
- CG監督 - 福士直也[32]
- 編集 - 佐々木紘美[32]
- 音響監督 - えびなやすのり[32]
- 音楽 - 高梨康治[7]
- 音楽プロデューサー - 豊田みつひろ
- チーフプロデューサー - 惠薇、尹一諾、胡鍇、張聖晏、駱艶艶、髙見正人、足立聡史、江波戸憲司
- プロデューサー - 張瑾輝、洪湨、陳珺、魏逸磊、陳卿、王蓉、清水修、関谷博、佐藤友紀
- アニメーションプロデューサー - 小澤一由
- アニメーション制作 - ぴえろプラス[7][32]
- 製作 - 「群青のマグメル」製作委員会（翻翻動漫、瞬心文化、bilibili、ぴえろ、集英社、YTE）

### 主題歌
「Dash&Daaash!!」
風男塾によるオープニングテーマ。作詞・作曲・編曲はQ-MHz。
「The Key」
a flood of circleによるエンディングテーマ。作詞・作曲は佐々木亮介、編曲はa flood of circle。

### 各話リスト
| 話数   | サブタイトル         | 脚本              | 絵コンテ          | 演出                         | 作画監督                                                                             |
| ------ | -------------------- | ----------------- | ----------------- | ---------------------------- | ------------------------------------------------------------------------------------ |
| 第1話  | 拾人者               | 御笠ノ忠次        | 伊達勇登          | 長岡義孝                     | 加藤久美子 Shin Hye Ran Chang Yeong Seon Lee Yeong Mi                                |
| 第2話  | 7区の支配者          | 御笠ノ忠次        | 久城りおん        | 久城りおん                   | 佐々木敏子 村上史明                                                                  |
| 第3話  | 七色鳩               | 御笠ノ忠次 矢崎進 | 久城りおん        | 久城りおん                   | 大竹紀子 船道愛子 Kim Kyoung Hwan                                                    |
| 第4話  | 血塗られたマリア     | 御笠ノ忠次 矢崎進 | 久城りおん        | 久城りおん                   | 松本淑恵 大川美穂子                                                                  |
| 第5話  | 田伝おやじとマグメル | 矢崎進            | こでらかつゆき    | 長岡義孝 川西泰二            | 加藤久美子 Heo Hey Jung                                                              |
| 第6話  | 拾因の眸             | 御笠ノ忠次 矢崎進 | こでらかつゆき    | 五月女有作                   | 王敏 朱暁林                                                                          |
| 第7話  | 原住者               | 御笠ノ忠次 矢崎進 | こでらかつゆき    | 長岡義孝 伊達勇登            | Kim Kyoung Hwan                                                                      |
| 第8話  | 老人と珈琲畑         | 御笠ノ忠次 矢崎進 | 長岡義孝 伊達勇登 | 長岡義孝 川西泰二            | 竹内アキラ 森田恵 Chang Yeong Seon                                                   |
| 第9話  | ゼロの大冒険         | 矢崎進            | こでらかつゆき    | 久城りおん                   | 村上史明 内野明雄                                                                    |
| 第10話 | モンスターマニア     | 矢崎進            | こでらかつゆき    | 福田きよむ                   | 大竹紀子 加藤久美子 橘尚美 桝井一平 邱明哲                                           |
| 第11話 | 囚われのゼロ         | 矢崎進            | こでらかつゆき    | 長岡義孝 久城りおん 伊達勇登 | 島崎望 竹内アキラ 船道愛子 Kim Kyung Hwan Kim Yoon Joung Jo Joung Hwa                |
| 第12話 | 絶望                 | 矢崎進            | こでらかつゆき    | 久城りおん                   | 大蘭 江涌 菲婭 毛毛 小夏華 Prasearth Thongkhum                                       |
| 第13話 | いつか二人で…        | 矢崎進            | こでらかつゆき    | 伊達勇登 長岡義孝            | 中村深雪 大竹紀子 阿萬和俊 加藤久美子 森田恵 Jang Young Sun Kim Hyun Jin Lee Youn Me |

### 放送局
| 放送期間               | 放送時間                     | 放送局   | 対象地域 | 備考                             |
| ---------------------- | ---------------------------- | -------- | -------- | -------------------------------- |
| 2019年4月7日 - 6月30日 | 日曜 22:00 - 22:30           | TOKYO MX | 東京都   |                                  |
| 2019年4月9日 - 7月2日  | 火曜 0:00 - 0:30（月曜深夜） | BSフジ   | 日本全域 | BS/BS4K放送 / 『アニメギルド』枠 |
| 2019年4月12日 - 7月5日 | 金曜 23:00 - 23:30           | AT-X     | 日本全域 | CS放送 / リピート放送あり        |

インターネットではNetflixにて2019年4月8日より配信。